# Maresia

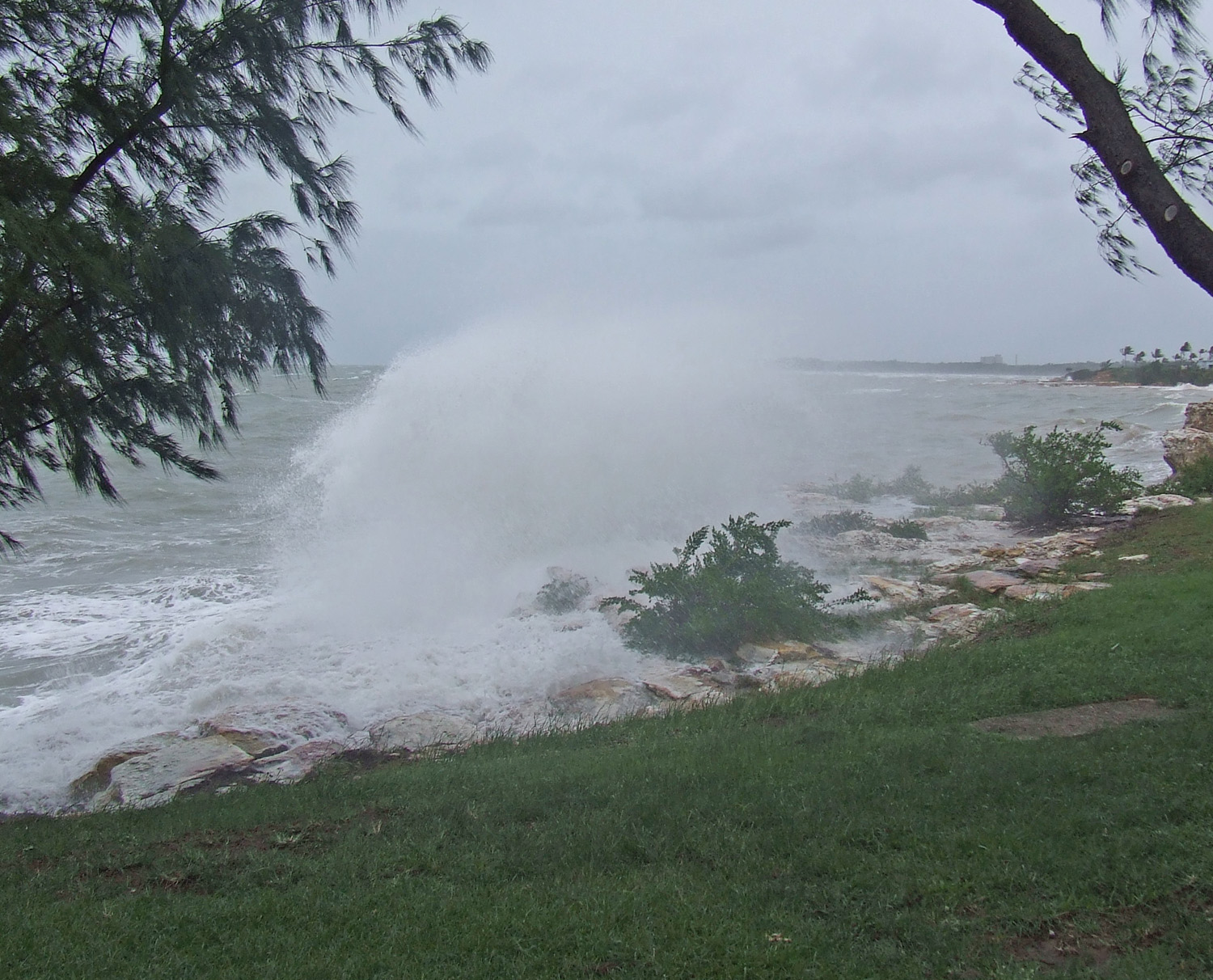
O spray marinho

Maresia, ressalga ou rocio do mar são as designações genéricas utilizadas para referir o aerossol resultante do transporte pelo vento das gotículas de água salgada formadas pela nebulização da água do mar em resultado da acção do vento sobre a crista das vagas e a rebentação das ondas. A designação é por vezes aplicada ao forte odor que se desprende do mar, particularmente quando há forte rebentação ou em maré vazia. No Brasil, o termo "maresia" refere sobretudo a oxidação causada pela água do mar, provocando a corrosão de objetos metálicos nas proximidades do litoral.

## Descrição
Em resultado do transporte e dispersão pelo vento das gotas de água salgada formadas pela rebentação das ondas, ou pelo desfazer das vagas em situações de tempestade, formam-se gotículas de água do mar, que após evaporação durante o transporte atingem elevadas concentrações de sais minerais, particularmente de cloreto de sódio. Como os sais em geral não são solúveis no ar atmosférico, o transporte destas gotículas pelo vento, e depois o transporte dos cristais de sal formados pela sua evaporação, constitui o principal mecanismo de transporte aéreo de sais marinhos.
Quando as gotículas se depositam sobre a vegetação ou sobre os edifícios e viaturas, o que pode acontecer até alguns quilómetros do mar devido ao transporte pelo vento, a água evapora-se deixando minúsculos cristais de sal. O sal assim depositado tem um forte efeito sobre as plantas, dessecando as folhas e caules por efeito osmótico, e sobre a corrosão de estruturas metálicas localizadas próximo do litoral.